# Кольнбург
Кольнбург (нем. Kollnburg) — общинана в Германии, в земле Бавария. 
Подчиняется административному округу Нижняя Бавария. Входит в состав района Реген.  Население составляет 2894 человека (на 31 декабря 2010 года). Занимает площадь 59,52 км².